# Roberto Boninsegna
Roberto Boninsegna (Mantova, 1943. november 13. –) világbajnoki ezüstérmes olasz labdarúgó, csatár.

## Pályafutása

### Klubcsapatban
Az Internazionale csapatában kezdte a labdarúgást. 1963 őszén mutatkozott be a Prato csapatában, ahol egy idényt töltött el. A következő egy-egy szezonban a Potenza, majd a Varese labdarúgója volt. 1966 és 1969 között a Cagliari csapatában játszott. 1967-ben egy rövid ideig kölcsönben az amerikai Chicago Mustangs együttesében szerepelt. 1969-ben tért vissza nevelő egyesületéhez az Interhez, ahol hét idényen keresztül szerepelt és egy bajnoki címet szerzett a csapattal (1970–71). Ebben az időszakban kétszer lett az olasz bajnokság gólkirálya (1970–71, 1971–72). 1976 és 1979 között a Juventus játékosa volt és két bajnoki címet (1976–77, 1977–78), egy olasz kupa-(1979) és egy UEFA-kupa győzelmet (1976–77) ért el a csapattal. Az 1979–80-as idényben a Verona együttesében szerepelt. 1980–81-ben az alsóbb osztályú Viadanese csapatában fejezte be az aktív labdarúgást.

### A válogatottban
1967 és 1974 között 22 alkalommal szerepelt az olasz válogatottban és kilenc gólt szerzett. 1970-ben a mexikói világbajnokságon ezüstérmet szerzett a csapattal. Részt vett az 1974-es világbajnokságon is.

### Edzőként
1989 és 2001 között az olasz korosztályos válogatottaknál dolgozott megfigyelőként 2001 és 2003 között szülővárosa csapatának, az AC Mantova együttesének a vezetőedzője volt.

## Sikerei, díjai
Olaszország
- Világbajnokság
  - ezüstérmes: 1970, Mexikó

 Internazionale
- Olasz bajnokság (Serie A)
  - bajnok: 1970–71
  - gólkirály: 1970–71, 1971–72
- Olasz kupa (Coppa Italia)
  - gólkirály: 1972[2]

 Juventus
- Olasz bajnokság (Serie A)
  - bajnok: 1976–77, 1977–78
- Olasz kupa (Coppa Italia)
  - győztes: 1979
- UEFA-kupa
  - győztes: 1976–77